# Zuzanna Ptak
Zuzanna Ptak (ur. 1945 w Koniakowie) – koronczarka ze Śląska Cieszyńskiego.

## Życiorys
Pierwsze koronki zaczęła wykonywać jako czterolatka. Pierwszą serwetę zrobiła w wieku 5 lat. Uczyła się przez naśladowanie matki. Jej rodzina od pokoleń zajmuje się koronką koniakowską. Poza tym Zuzanna chodziła do szkółki koronkarskiej prowadzonej przy szkole podstawowej w Koniakowie m.in. przez Marię Gwarkową.
W latach pięćdziesiątych XX w. zaczęła współpracę ze Spółdzielnią Przemysłu Ludowego i Artystycznego Cepelia w Katowicach. Sprzedawała jej swoje koronki (początkowo pracując na konto matki).
Od lat siedemdziesiątych XX w. brała udział w konkursach na koronkę koniakowską, które organizowała Cepelia w Katowicach. Od 1987 uczestniczyła w Konkursie na Koronkę Koniakowską i Beskidzki Haft Krzyżowy, który współorganizowały: Cepelia, Oddział Beskidzki Stowarzyszenia Twórców Ludowych i Regionalny Ośrodek Kultury w Bielsku-Białej. We wszystkich edycjach konkursu była wyróżniana. W latach 1994, 1996, 2001 uzyskała I nagrodę, w 2011 – II.
Jej prace charakteryzuje staranność wykonania i oryginalna kompozycja. Wypracowała własny styl. W jej pracach najczęściej można spotkać drobne, gęste wzory i motywy przyrodnicze: szyszki, kwiatki, sowy, gąsiorki, śliwki, jagodniki, koniczynki, listki, winogrona, wiatraczki, słonka, pączki i pajączki. Koronki komponuje koliście lub gwieździście, robi je w białym lub kremowym kolorze. Najpierw wykonuje poszczególne elementy, potem je łączy w kompozycje. Wykonuje czepce, przedniczki do kabotów, serwety, obrusy, kołnierze, parasolki, rękawiczki, suknie oraz prace na zamówienie artystów, projektantek i projektantów mody. Wykonywała też suknie ślubne. Tworzy głównie na zamówienia.
Jej prace można oglądać w Muzeum Beskidzkim w Wiśle i muzeum w Breźnie na Słowacji. Były prezentowane na wystawach m.in. w Katowicach, Bielsku-Białej, Żywcu i Cieszynie. Prowadzi warsztaty i zajęcia, np. w szkole podstawowej w Koniakowie, przekazując tradycję młodszemu pokoleniu. Współpracowała z Regionalnym Ośrodkiem Kultury w Bielsku-Białej w zakresie edukacji regionalnej.
Jest mężatką, ma dzieci.

## Projekty, nagrody, wyróżnienia i rekordy
W 2015 była laureatką Nagrody im. Oskara Kolberga.
Kiedy w 2017 koronka koniakowska została wpisana na listę niematerialnego dziedzictwa kulturowego UNESCO, Zuzanna Ptak została reprezentantką depozytariuszek wpisu.
W 2017 realizowała stypendium z MKiDN. W ramach projektu pt. „Koronka koniakowska na co dzień” odbyły się spotkania dla koronczarek w Koniakowie i w Istebnej, pokazy i otwarte warsztaty koronczarskie w czasie Dni Otwartych Centrum Pasterskiego w Koniakowie, jak również wystawą ubrań z koronki koniakowskiej pt. „Koronkowe kreacje” w Gminnym Ośrodku Kultury w Istebnej. Prace przekazano na własność ośrodkowi.
W 2020 w ramach projektu „Czwartkowe heklowanie w Centrum Koronki Koniakowskiej” dofinansowanego przez MKiDN prowadziła w Centrum Koronki Koniakowskiej warsztaty dla koronczarek z Koniakowa.
W dniu 16 stycznia 2022 Zuzanna Ptak zaprezentowała wykonaną wraz z córkami i wnuczką oraz z pomocą uczennic serwetę koniakowską o średnicy 5,32 m. Rekord w kategorii „największa wyszydełkowana koronka” został potwierdzony przez polskie Biuro Rekordów. Prace trwały 4 miesiące. Serweta została zaprezentowana w polskim pawilonie na wystawie Expo 2020 w Dubaju. Promowała województwo śląskie podczas tygodnia śląskiego między 27 stycznia a 22 lutego 2022. W czasie trzyletnich przygotowań do wystawy nad koronkami z Koniakowa pracowało 150 koronczarek, w tym Zuzanna Ptak.